# Eclissi solare dell'11 settembre 1988
L'eclissi solare dell'11 settembre 1988 è un evento astronomico che ha avuto luogo il suddetto giorno attorno alle ore 4.44 UTC. L'eclissi, di tipo anulare, è stata visibile in alcune parti dell'Africa, dell'Asia, dell'Oceania (Australia) e dell'Oceano Indiano. La durata della fase massima dell'eclissi è stata di 6 minuti e 57 secondi e l'ombra lunare sulla superficie terrestre ha raggiunto una larghezza di 258 km.
L'eclissi dell'11 settembre 1988 è diventata la seconda eclissi solare nel 1988 e la 201ª nel XX secolo. La precedente eclissi solare si è verificata il 18 marzo 1988, la seguente il 7 marzo 1989.

## Percorso e visibilità
L'eclissi si è manifestata all'alba locale nell'Oceano Indiano al largo della costa meridionale della regione del Basso Scebeli, in Somalia. La pseudo-ombra della lunasi si è poi spostata verso est, entrando completamente nell'Oceano Indiano e gradualmente spostandosi verso sud-est, passando a sud delle Maldive.
Dopo aver attraversato una estesa superficie oceanica, la pseudo-umbra ha raggiunto la sua massima eclissi a circa 920 chilometri a sud-ovest delle Isole Cocos (Keeling), dopodiché ha continuato a sud-est, nell'Oceano Pacifico sud occidentale, terminando in Australia. L'eclissi si è conclusa al tramonto locale a a circa 460 chilometri a sud-est dell'isola Macquarie, divenuta nel 2000 patrimonio mondiale dell'umanità.

## Eclissi correlate

### Ciclo di Saros 144
L'evento fa parte del ciclo di Saros 144, che si ripete ogni 18 anni, 11 giorni, contenente 70 eventi. La serie è iniziata con un'eclissi solare parziale l'11 aprile 1736. Contiene eclissi anulari dal 7 luglio 1880.